# Eagles of Death Metal
Gli Eagles of Death Metal (noti anche con la sigla EoDM) sono un gruppo musicale rock statunitense, formatosi nel 1998 da Jesse Hughes (voce, chitarra) e Josh Homme (batteria, basso). Benché Hughes sia il leader del gruppo, Homme è il componente più noto, grazie alla sua attività con i gruppi Kyuss e Queens of the Stone Age dei quali è fondatore e leader.

## Storia del gruppo
Gli Eagles of Death Metal si formano a Palm Desert, California nel 1998, e le prime registrazioni compaiono sull'album Volume 3 & 4 delle Desert Sessions, pubblicato sempre nel 1998. Nei seguenti anni, Homme fu impegnato con il suo gruppo principale, i Queens of the Stone Age, dato il buon riscontro che il gruppo stava avendo presso la critica ed il pubblico. Nonostante gli impegni di Homme, il gruppo riuscì a pubblicare il suo primo album registrato in studio Peace, Love, Death Metal nel 2004. Infatti, prima della pubblicazione di questo album, il gruppo aveva reso disponibile sul proprio sito ufficiale una serie di 12 pezzi eseguiti dal vivo, pezzi che comporranno l'album intitolato Live at Slims.
Alcune tracce dell'album di debutto furono utilizzate per delle pubblicità sulle televisioni americane, tra queste ricordiamo Comcast, Payless ShoeSource, Nissan, Budweiser, Pontiac, Wendy's, come anche nel trailer per il film di Jason Reitman, Thank You for Smoking. Il primo pezzo dell'album, I Only Want You, è presente nella colonna sonora del videogioco per PlayStation 2 Gran Turismo 4. Take It to the Next Level, spot diretto dal regista inglese Guy Ritchie; la stessa canzone è inserita anche nel videogioco della Electronic Arts Need for speed carbon.
Il secondo album del gruppo è stato pubblicato nell'aprile del 2006, con il titolo Death by Sexy. Il pezzo Don't Speak (I Came to Make a Bang!) è la colonna sonora della campagna pubblicitaria della Nike del 2009. Durante la prima metà del 2006, hanno fatto da supporto in tournée ai The Strokes, oltre a fare una serie di date come headliner e con i Placebo in tour negli Stati Uniti (2003). Successivamente hanno suonato anche con Joan Jett e sono andati in tour con la nuova formazione dei Guns N' Roses.

### L'attentato al Bataclan di Parigi
La sera del 13 novembre 2015 il luogo dove la band si stava esibendo in un concerto, il Bataclan di Parigi, è stato oggetto di un attentato terroristico, poi rivendicato dall'ISIS: i membri del gruppo (ad eccezione di Josh Homme che non partecipò a quella data), uditi alcuni spari provenire dal fondo del teatro, sono fuggiti da una porta dietro le quinte rimanendo incolumi; sono invece rimaste uccise 89 fra le persone presenti al concerto, tra le quali Nick Alexander, addetto al merchandising del gruppo. La band stava eseguendo il brano Kiss the Devil quando i terroristi hanno iniziato a sparare sulla folla.
Il 7 dicembre 2015 la band ritorna a Parigi per omaggiare le vittime del Bataclan e partecipa al concerto degli U2 alla Bercy Arena; è il loro primo concerto dopo gli attentati del 13 novembre.
A fine 2015, la band dà inizio alla campagna "Play It Forward" che vede la partecipazione di vari artisti internazionali tra cui Imagine Dragons, Kings of Leon, Jimmy Eat World, Florence + The Machine e The Maccabees, ognuno dei quali intento nella realizzazione di una cover del brano I Love You All The Time, tratto dall'album Zipper Down degli Eagles of Death Metal stessi. Il ricavato della vendita dei brani verrà quindi interamente devoluto alla "The Sweet Stuff Fondation", fondazione dedita al sostegno di musicisti meno agiati, insieme alle loro famiglie. È inoltre possibile a tutti inviare la propria personale versione del brano a sostegno dell'iniziativa e in ricordo dei tragici avvenimenti di Parigi.

## Origine del nome
Nonostante il nome del gruppo potrebbe farlo immaginare, gli Eagles of Death Metal non sono un gruppo death metal. Lo stesso Hughes dice che il nome è nato da una discussione con un ubriaco, che asseriva che i Poison suonassero death metal (esiste comunque un gruppo tedesco con lo stesso nome dei ben più noti Poison statunitensi che suona death metal). Hughes rispose all'uomo dicendo che i Poison erano "gli Eagles del death metal". Successivamente Josh Homme diede l'idea ad Hughes di scrivere della musica pensando ad un incrocio tra gli stessi Eagles e il death metal e il loro album di debutto fu il risultato.

## Formazione

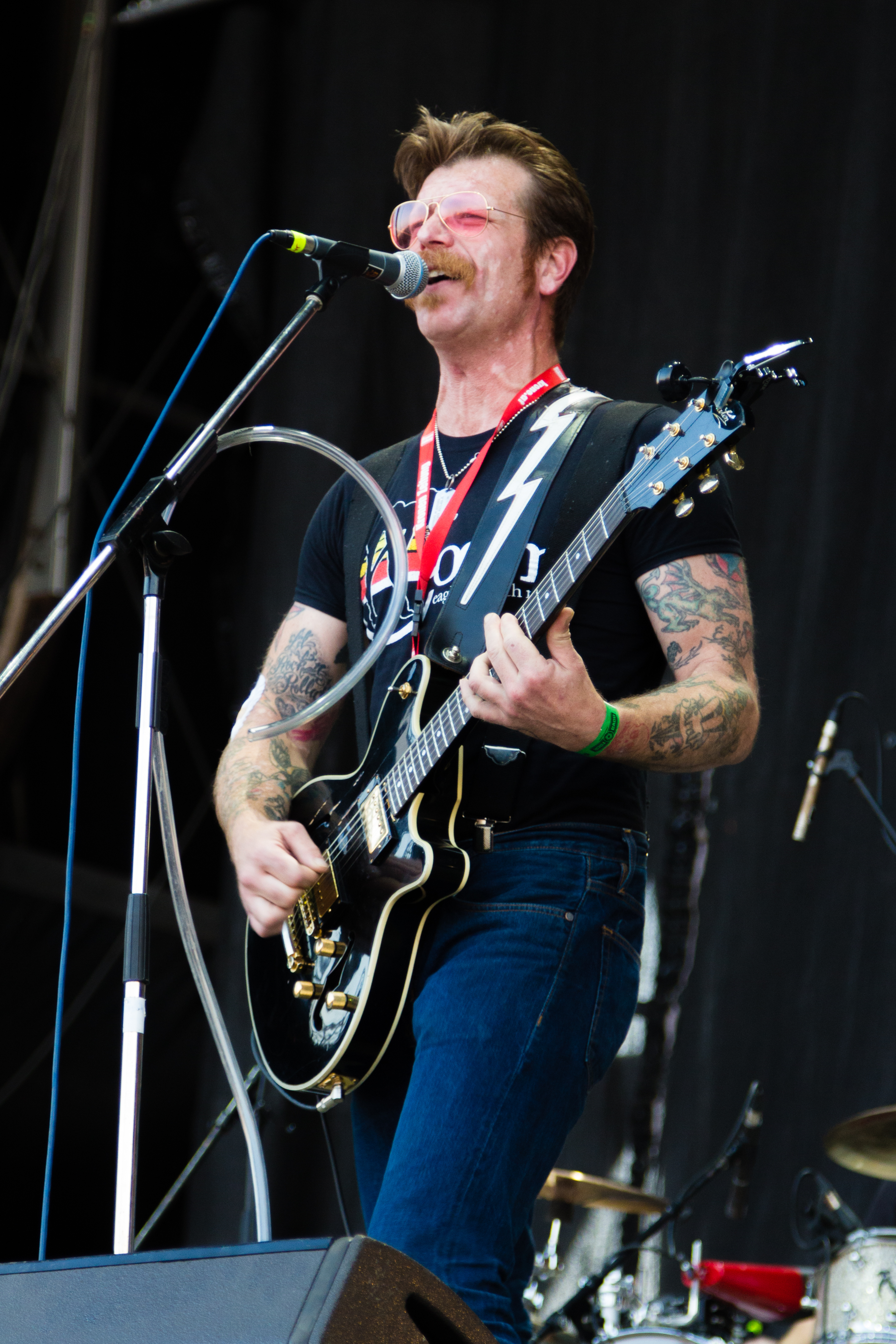
Jesse Hughes in concerto al Nova Rock 2015

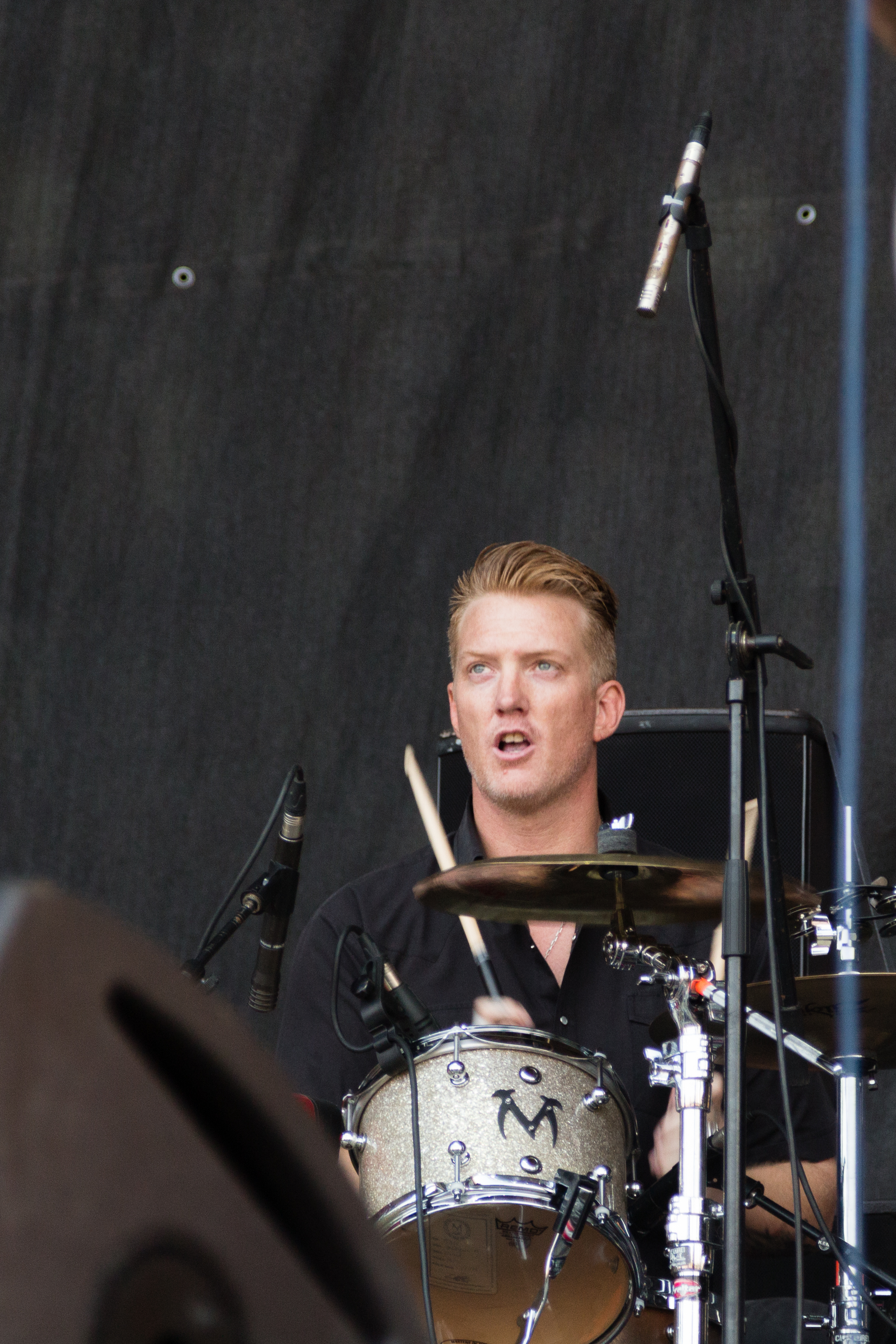
Josh Homme in concerto al Nova Rock 2015

Oltre ai due componenti fondatori Jesse Hughes e Josh Homme, la formazione del gruppo ha avuto diversi avvicendamenti. Negli album in studio sono stati presenti tra gli altri:
- Samantha Maloney – batteria
- Dave Catching – chitarra, voce
- Gene Trautmann – batteria
- Brian O'Connor – basso, voce
- Joey Castillo – batteria

Tra i componenti che si sono avvicendati nelle tournée o che compaiono come ospiti negli album troviamo:
- Jack Black
- Claude Coleman
- Brody Dalle
- Dave Grohl
- Taylor Hawkins
- Bryan Peterson
- Shaun Trouty
- Tim Vanhamel

## Discografia

### Album in studio
- 2003 – Live at Slims
- 2004 – Peace, Love, Death Metal
- 2006 – Death by Sexy
- 2008 – Heart On
- 2015 – Zipper Down

### Singoli
- 2004 – I Only Want You
- 2006 – I Want You So Hard (Boy's Bad News) UK numero 73
- 2008 – Wannabe in LA
- 2015 – Complexity

### Altro
- 1998 – I brani The Gosso King of Crater Lake, Hogleg e You Keep Talkin' sono stati inseriti nel Volume 3 & 4 delle Desert Sessions

## Videografia

### Album video
- 2006 – DVD By Sexy (Making of dell'album Death by Sexy)